# Коваленко, Виктор Викторович
Ви́ктор Ви́кторович Ковале́нко (укр. Віктор Вікторович Коваленко; род. 14 февраля 1996, Херсон) — украинский футболист, полузащитник клуба «Эмполи». Выступал за сборную Украины. Участник чемпионата Европы 2016.

## Клубная карьера

### «Шахтёр» (Донецк)
Воспитанник Академии донецкого «Шахтёра».
В сезоне 2014/15 включён в заявку клуба для участия во взрослой Лиге чемпионов. 27 октября 2014 года дебютировал в первой команде «Шахтёра» в матче Кубка Украины против «Полтавы».

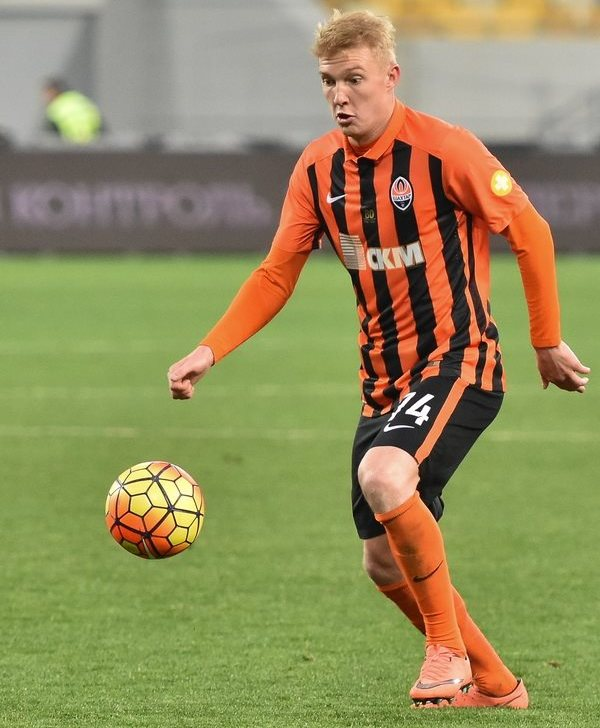
Коваленко в составе «Шахтёра», 2016 год

В Премьер-лиге дебютировал 28 февраля 2015 года в домашнем матче против полтавской «Ворсклы», заменив на 84-й минуте Илсиньо. Коваленко стал первым за пять лет воспитанником «Шахтёра», дебютировавшим в его составе в Премьер-лиге. До него последним выходцем из академии, получившим шанс сыграть за родной коллектив, был Виталий Виценец в сезоне 2009/10, предпоследним — Ярослав Ракицкий в том же сезоне.
После удачного матча юношеской лиги УЕФА 2015, на Виктора обратили внимания скауты «Ювентуса».
25 февраля 2016 года в Гельзенкирхене в матче 1/16 финала Лиги Европы УЕФА против «Шальке» на 77-й минуте забил свой дебютный гол в еврокубках. Всего в розыгрыше Лиги Европы 2015/16 принял участие в 8 играх, отметившись 3 голами, а команда дошла по полуфинала турнира. 30 июля 2016 года в матче 2-го тура против «Черноморца» (4:1) Виктор забил свой первый гол в чемпионате Украины.
В январе 2017 года получил премию Золотой талант Украины как лучший молодой игрок Украины 2016 года. 3 ноября 2018 года Коваленко стал автором победного гола дончан на пятой компенсированной минуте в принципиальном противостоянии против киевского «Динамо» (2:1). В сезоне 2018/19 провёл 25 матчей, записав на свой счёт 7 голов и 2 голевые передачи.
20 февраля 2020 года забил победный гол в первом матче 1/8 финала Лиги Европы против «Бенфики» (2:1).

### «Аталанта»
1 февраля 2021 года перешёл в итальянскую «Аталанту», цена трансфера по информации ряда СМИ составила 700 тысяч евро. Украинец будет зарабатывать в итальянском клубе около 2 миллионов евро в год.
21 марта 2021 года дебютировал за «Аталанту» в рамках Серии А в выездном матче против «Вероны» (2:0), выйдя на поле на 87-й минуте, заменив украинца Руслана Малиновского.
В августе 2024 года футболист и клуб расторгли контракт, который был действителен еще год.

### «Специя»
8 августа 2021 года перешёл на правах аренды в клуб «Специя», подписав соглашение до 30 июня 2022 года. 13 августа 2021 года дебютировал за команду в матче 1/32 Кубка Италии против представителя Серии B «Порденоне» (3:1), выйдя в стартовом составе команды и проведя на поле 86 минут, после чего его заменил Якопо Сала. 16 октября 2021 года в матче против «Салернитаны» отдал голевую передачу и отметился дебютным голом в Серии А (2:1). В чемпионате Италии 2021/22 отыграл 26 матчей, забил один гол и отдал четыре голевые передачи.
2 августа 2022 года подписал новое арендное соглашение со «Специей» до конца сезона 2022/23.

### «Эмполи»
25 августа 2023 года перешёл на правах годичной аренды с правом выкупа в «Эмполи». 3 сентября 2023 года дебютировал за «синих» в матче с «Ювентусом». 12 ноября 2023 года отметился дебютным голом, который принес победу команде над действующим чемпионом Италии «Наполи» (0:1). 
В феврале 2025 года, находясь в качестве свободного агента, подписал контрактное соглашение с «Эмполи» до конца сезона 2024/25.

## Международная карьера

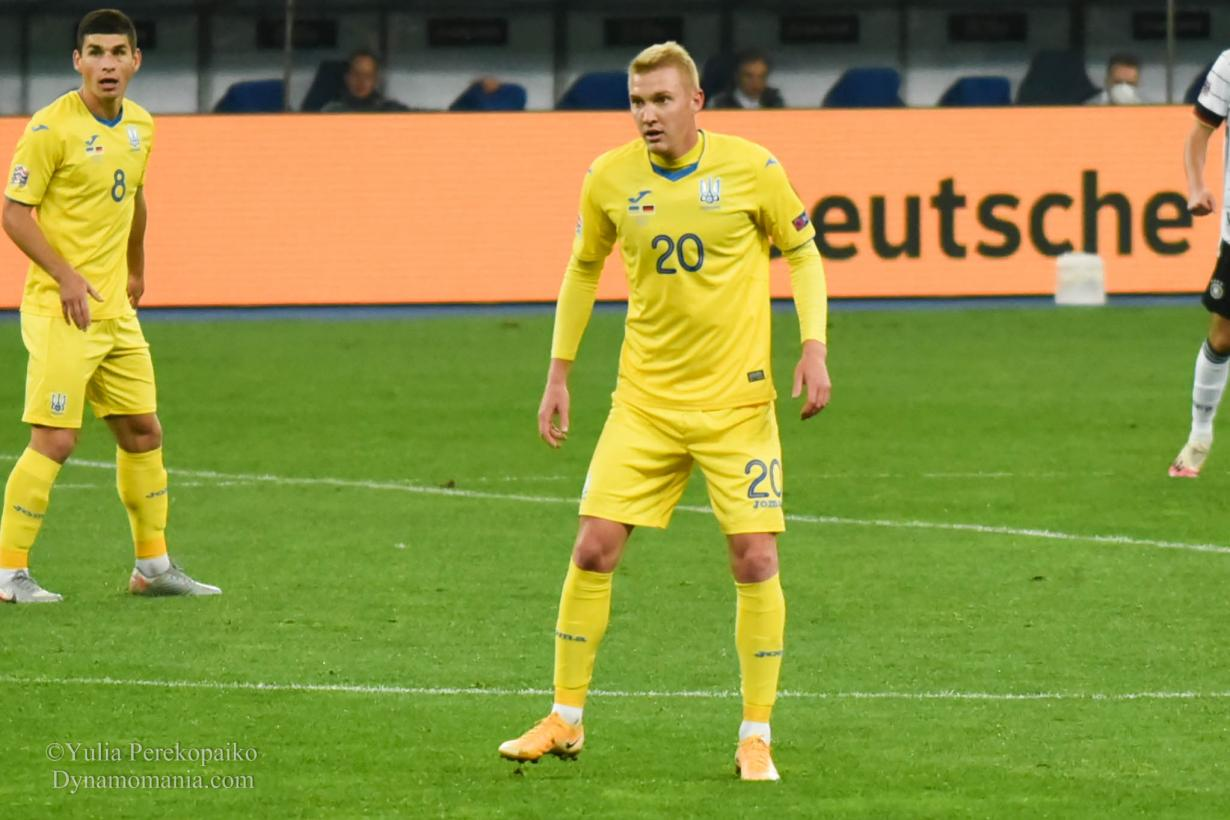
Коваленко в составе сборной Украины

Играл за юношеские сборные Украины до 17 и до 19 лет. В составе команды до 19 лет принял участие в финальном турнире юношеского чемпионата Европы 2014 года.
В 2015 году принял участие со сборной Украины до 20 лет в чемпионате мира 2015. Сам отличился хет-триком против сборной США и сделал дубль против сборной Мьянмы. Украина проиграла в 1/8 финала сборной Сенегала по пенальти. Коваленко был признан лучшим бомбардиром чемпионата мира, отличившись 5 раз, также как венгр Бенце Мерво.
Участник чемпионата Европы по футболу 2016 года. Принял участие во всех трёх матчах сборной Украины на турнире.

## Достижения

### Командные
«Шахтёр»
- Чемпион Украины (4): 2016/17, 2017/18, 2018/19, 2019/20
- Обладатель Кубка Украины (4): 2015/16, 2016/17, 2017/18, 2018/19
- Обладатель Суперкубка Украины (2): 2015, 2017

### Личные
- Лучший бомбардир молодёжного чемпионата мира: 2015
- Обладатель премии «Золотой талант Украины» (2): 2015 (U19), 2016 (U21)
- Лучший молодой футболист Украинской Премьер-лиги: 2015/16[23]

## Личная жизнь
Во время вторжения России на Украину в дом родителей Виктора в Херсоне попала российская ракета.

## Статистика выступлений
| Клуб             | Лига             | Сезон            | Чемпионат | Чемпионат | Кубки | Кубки | Еврокубки | Еврокубки | Итого | Итого |
| Клуб             | Лига             | Сезон            | Игры      | Голы      | Игры  | Голы  | Игры      | Голы      | Игры  | Голы  |
| ---------------- | ---------------- | ---------------- | --------- | --------- | ----- | ----- | --------- | --------- | ----- | ----- |
| Шахтёр           | Премьер-лига     | 2014/15          | 2         | 0         | 2     | 0     | 0         | 0         | 4     | 0     |
| Шахтёр           | Премьер-лига     | 2015/16          | 23        | 0         | 8     | 2     | 15        | 2         | 46    | 4     |
| Шахтёр           | Премьер-лига     | 2016/17          | 27        | 7         | 2     | 0     | 8         | 3         | 37    | 10    |
| Шахтёр           | Премьер-лига     | 2017/18          | 27        | 4         | 5     | 1     | 5         | 0         | 37    | 5     |
| Шахтёр           | Премьер-лига     | 2018/19          | 25        | 7         | 4     | 0     | 8         | 0         | 37    | 7     |
| Шахтёр           | Премьер-лига     | 2019/20          | 17        | 1         | 1     | 0     | 9         | 1         | 27    | 2     |
| Шахтёр           | Премьер-лига     | 2020/21          | 8         | 4         | 0     | 0     | 3         | 0         | 11    | 4     |
| Итого            | Итого            | Итого            | 129       | 23        | 22    | 3     | 48        | 6         | 199   | 32    |
| Всего за карьеру | Всего за карьеру | Всего за карьеру | 129       | 23        | 22    | 3     | 48        | 6         | 199   | 32    |